# Casa Juan Broto
La casa Juan Broto es un monumento declarado bien de interés cultural por el Gobierno de Aragón. Se encuentra en Guaso, junto a la Casa Bara y la Casa Pallás con las que comparte tipología.
Esta casa torreada fue construida en un periodo de numerosos conflictos, lo que explica la proliferación de estas viviendas fortificadas en la zona, alrededor de un centenar de este tipo de casonas militarizadas se dispersan por varias comarcas del Alto Aragón como mudos testigos de un pasado conflictivo y común. 
El delicado momento que se vivió durante el siglo XVI, en este territorio, hizo que las familias pudientes levantaran torres o casas torreadas destinadas a la habitación y el caso que nos ocupa es una excelente muestra de ello por su estado de conservación y magnitud.
La construcción original se realiza en el SXVI, año 1570, aunque posteriormente la casa fue ampliada y se han construido almacenes y otras obras.

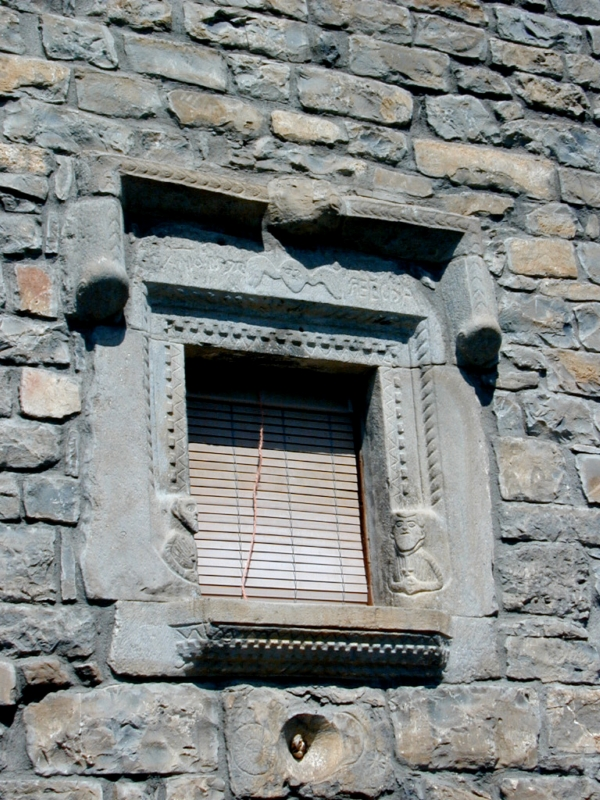
Ventana de Casa Juan Broto.

Se trata de un monumento declarado Bien de Interés Cultural por el Departamento de Educación, Cultura y Deporte del Gobierno de Aragón mediante la Orden de 17 de abril de 2006. 
Es un edificio de planta rectangular, realizada en mampostería y con tejado de losas a dos aguas. El cuerpo correspondiente a la fachada presenta mayor altura que el resto de la casa, adelantándose a modo de torre respecto a la parte posterior; esta parece ser la construcción original, según se deduce de los paramentos, construyéndose el resto de la casa en época posterior.
En la fachada principal se encuentran varios elementos de interés, datados en el siglo XVI. La puerta principal, descentrada respecto al conjunto de la fachada, es en arco de medio punto, moldurado con sogueado flanqueado por dos medias cañas. Sobre la puerta en el tercer piso, hay un matacán defensivo, apoyado sobre tres ménsulas. En el resto de la fachada se abren únicamente dos ventanas, las dos con decoración. En el frente del dintel hay una cabeza con alas de ángel rodeada por las inscripciones AÑO 1570 y otra ilegible. El interior de la casa ha sufrido diferentes modificaciones. 
Guaso es una pequeña localidad que pertenece al municipio de Aínsa-Sobrarbe, a la comarca de Sobrarbe, provincia de Huesca, Aragón, España.
Para llegar a Guaso, se puede acceder desde Aínsa o desde Boltaña en ambos casos el recorrido es breve y por carretera asfaltada aunque un tanto sinuosa. El monumento se encuentra en el barrio del Arrabal.